# Hawker P.1081
El Hawker P.1081, también conocido como "Australian Fighter", fue un prototipo de avión a reacción británico de mediados del siglo xx. El único ejemplar construido resultó destruido en un accidente en 1951.

## Diseño y desarrollo

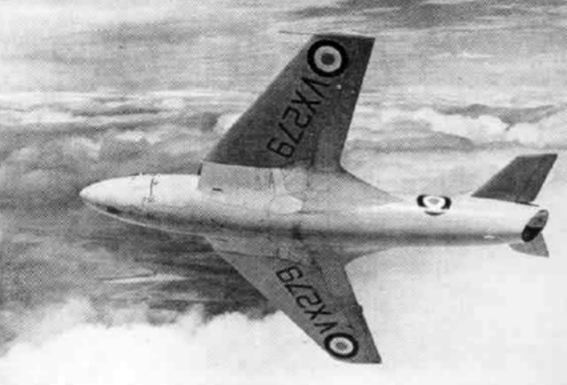
El Hawker P.1081 en 1950.

En 1949, la Real Fuerza Aérea Australiana (RAAF) comenzó a evaluar reemplazos para dos cazas construidos en Australia: los Mustang construidos por la Commonwealth Aircraft Corporation (CAC) y los Vampire de De Havilland Australia (DHA). Se consideraron una serie de diseños, incluido el Grumman F9F Panther y el CAC CA-23, un diseño poco convencional birreactor todo tiempo de CAC.
Hawker Aircraft también presentó una propuesta de un caza de ala en flecha y cola en flecha basado en el Hawker P.1052, pero utilizando un motor Rolls-Royce Tay. Se comenzó a trabajar para modificar el segundo prototipo del P.1052 (VX279) en esta línea, aunque inicialmente se mantuvo el motor Rolls-Royce Nene ya instalado. Para permitir la instalación de un posquemador, los tubos de escape bifurcados del P.1052 fueron reemplazados por un solo tubo de salida de cola.
El VX279, que ahora era el prototipo del P.1081, despegó el 19 de junio de 1950. CAC, evidentemente planeando construir cualquier diseño aceptado por el gobierno australiano, asignó el número de serie CA-24 al P.1081.
Sin embargo, a mediados de 1950, la RAAF necesitaba urgentemente un reemplazo para sus Mustang, algunos de los cuales ya entraban en acción en Corea y se enfrentaban a la posibilidad de enfrentamientos contra los MiG-15. En realidad, el P.1081 no podría estar operativo hasta dentro de al menos unos años, por lo que se necesitaba un caza ya preparado. Si bien el North American F-86 Sabre estaba operativo con la Fuerza Aérea de Estados Unidos en Corea, la USAF tenía prioridad total y el F-86 no podría entregarse a la RAAF durante al menos algunos años (después de la guerra, CAC en Australia construyó una variante más potente del F-86 con motor Rolls-Royce Avon, conocida como CAC Sabre). Para reemplazar a sus Mustang en Corea, el Gobierno australiano ordenó la versión F.8 del Gloster Meteor, que ya estaba en servicio con la RAF.
En noviembre de 1950, evidentemente anticipando que los pedidos del P.1081 no se concretarían, Hawker decidió suspender el desarrollo. Hawker entregó el prototipo, que permanecía en el Reino Unido, al Royal Aircraft Establishment (RAE). Su cola en flecha aumentó el número de Mach por encima del mismo del P.1052 hasta el intervalo Mach 0,9-0,95, proporcionando datos valiosos que contribuyeron al diseño del Hawker Hunter de propulsión axial.
El 3 de abril de 1951, el prototipo P.1081 se perdió junto con su piloto, el Líder de Escuadrón T.S. "Wimpy" Wade.

## Variantes
P.1081
Prototipo de caza a reacción, uno construido.
CAC CA-24
Designación dada por CAC de Australia al P.1081.

## Operadores
Reino Unido
- Royal Aircraft Establishment

## Especificaciones
Referencia datos: Hawker Aircraft since 1920

### Características generales
- Tripulación: Uno (piloto)
- Longitud: 11,4 m (37,3 ft)
- Envergadura: 9,6 m (31,5 ft)
- Altura: 3,3 m (10,8 ft)
- Superficie alar: 24 m² (258,3 ft²)
- Peso vacío: 5080 kg (11 196,3 lb)
- Peso cargado: 6568 kg (14 475,9 lb)
- Planta motriz: 1× turborreactor de flujo centrífugo Rolls-Royce RN.2 Nene.
  - Empuje normal: 22 kN (2243 kgf; 4946 lbf) de empuje.

### Rendimiento
- Velocidad máxima operativa (Vno): 1120 km/h (696 MPH; 605 kt)
- Techo de vuelo: 13 900 m (45 604 ft)

## Aeronaves relacionadas

### Desarrollos relacionados
- Hawker P.1052

### Secuencias de designación
- Secuencia P._ (interna de Hawker): ← P.1078 - P.1079 - P.1080 - P.1081 - P.1082 - P.1083 - P.1084 →
- Secuencia CA-_ (interna de CAC): ← CA-21 - CA-22 - CA-23 - CA-24 - CA-25 - CA-26 - CA-27 →
- Secuencia A_ (Segunda serie de aviones de la RAAF, 1935-1963): ← A83 - A84 - A85 - A86 - A87 - A88 - A89 →